# Teoria musicale

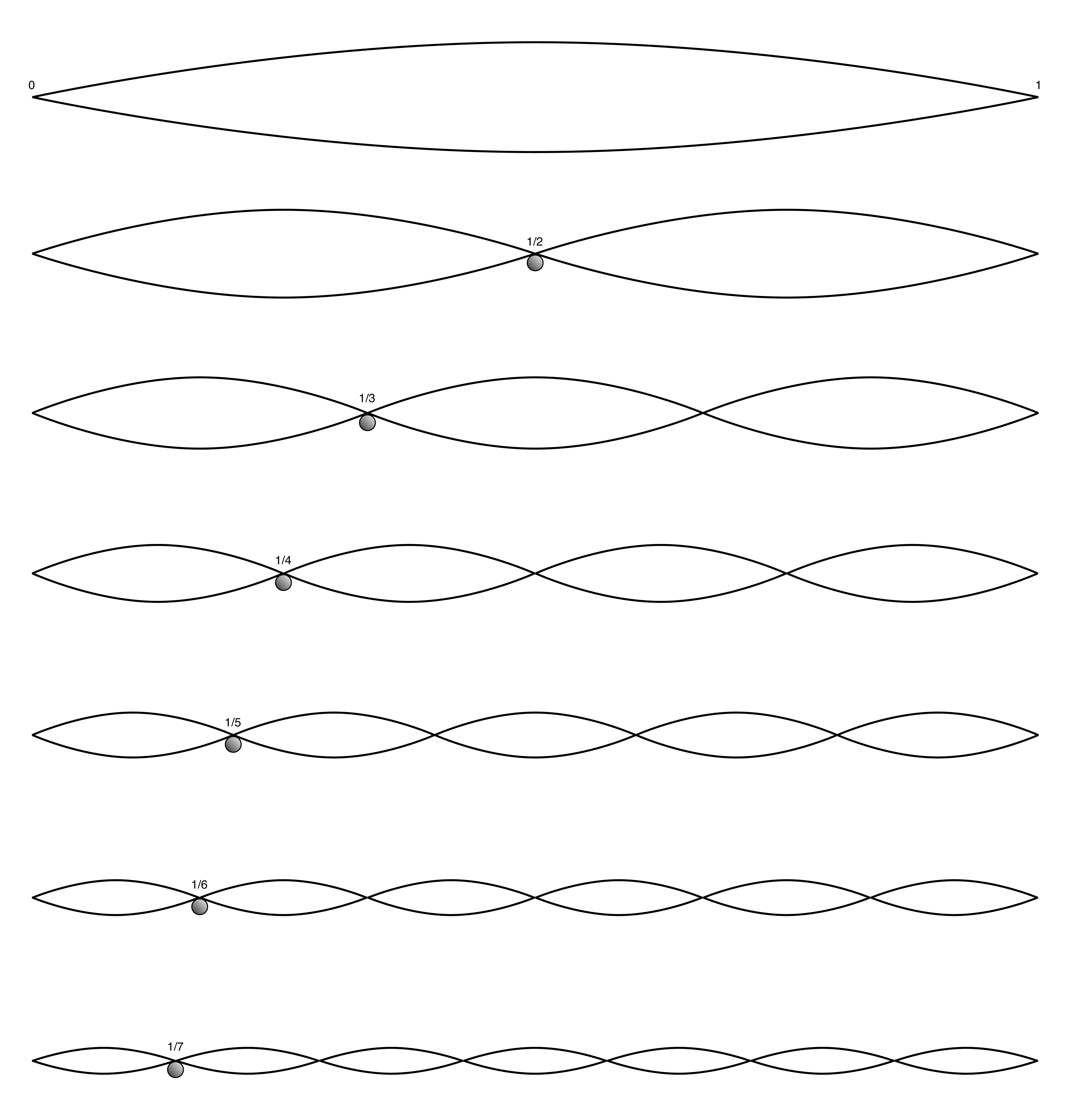
Rappresentazione grafica della produzione degli ipertoni

La teoria musicale è un insieme di metodi per analizzare, classificare e comporre la musica e i suoi elementi. Più strettamente può essere definita come la descrizione degli elementi della musica, ossia la semiografia, comunemente detta notazione musicale, e la relativa esecuzione. In generale la teoria può essere considerata "ogni asserzione, credenza, o concezione della musica" (Boretz, 1995). Lo studio accademico della musica è chiamato musicologia.
La teoria della musica in generale cerca di ridurre il lavoro di composizione e di esecuzione di brani musicali a un insieme di regole e idee. Generalmente i lavori riguardanti la teoria musicale sono sia descrittivi che prescrittivi, ovvero cercano sia di definire la pratica musicale sia di influenzare la pratica della musica attuata dopo aver letto i lavori stessi. A causa di ciò, la teoria musicale dipende largamente dalla pratica ma, allo stesso tempo, suggerisce future esplorazioni. I musicisti studiano la teoria musicale allo scopo di capire le relazioni che un compositore si aspetta nella notazione, un compositore studia la teoria musicale allo scopo di capire come produrre certi effetti e di strutturare il suo lavoro. I compositori possono studiare teoria musicale per instradare le proprie decisioni relative alla composizione.

## Suono
La teoria musicale è la parte della musica che specifica il modo di descrivere i suoni, consistenti in onde sonore di compressione di un mezzo trasmissivo, in genere l'aria, e descrive le relazioni tra suono e percezione - lo studio di come gli esseri umani interpretano i suoni è chiamato psicoacustica.
Spesso gli aspetti fondamentali del suono e della musica sono descritti come altezza, durata, intensità e timbro. Il suono è il concetto alla base della musica.

### Altezza
In acustica i suoni vengono principalmente identificati a partire dalla loro frequenza, che nella maggior parte delle condizioni d'ascolto e di emissione è invariante, al contrario ad esempio della lunghezza d'onda, che dipende dal mezzo trasmissivo. Le due entità sono legate tra loro dalla velocità di propagazione dell'onda nel mezzo. Ogni oggetto ha una serie di frequenze caratteristiche determinate dalla sua struttura fisica: queste sono le frequenze alle quali il corpo tende a vibrare con maggior intensità. L'insieme di queste frequenze è detta degli armonici naturali: l'armonico naturale di frequenza minima viene detto armonico fondamentale o nota fondamentale. Queste osservazioni sono alla base della costruzione degli strumenti musicali.
In musica, invece che di frequenza, si parla normalmente di altezza, data dalla sua distanza da un suono di riferimento o da quella di un altro suono d'interesse. Il suono di riferimento adottato dalle orchestre moderne corrisponde alla nota "La" alla frequenza di 440 Hz (la4).
Accordare significa assegnare un valore di frequenza alle varie note.
Il rapporto tra le frequenze di due note (che nella nostra percezione corrisponde alla differenza tra le loro altezze) è chiamato intervallo. Le note possono essere disposte in scale musicali e in modi musicali. Le scale che si incontrano più spesso nella musica occidentale moderna sono la scala maggiore e la scala minore.

### Intensità
L'intensità di un suono è il suo volume. Essa è proporzionale al quadrato dell'ampiezza dell'onda sonora.

### Timbro
Il timbro non è dato dalla forma, cioè dal profilo dell'onda sonora, ma la sua caratteristica è costituita dalla composizione del suono definita dalla serie di toni elementari (suoni sinusoidali definiti "parziali") che in varia proporzione vanno a formare ciascuno specifico timbro. Il differente timbro permette a chi ascolta di distinguere le fonti: un do suonato da un violino è diverso dal do suonato da un pianoforte, ossia è diversa la composizione in parziali del suono oltre alla differente modalità  di emissione. Va specificato che la definizione di suoni parziali ingloba quella di suoni armonici: si tratta in entrambi i casi di suoni elementari sinusoidali aventi ciascuno le proprie specifiche frequenza, ampiezza e fase, ma mentre gli armonici hanno tutti la frequenza che è un multiplo intero della frequenza minima (tono fondamentale), nel caso di suoni parziali non si ha la esatta molteplicità definibile come numero intero tra i suoni parziali, ma ci si discosta in dipendenza della particolare inarmonicità relativa alle caratteristiche acustiche di ciascuna differente fonte sonora. La inarmonicità definisce il discostarsi delle frequenze delle parziali rispetto agli esatti valori interi multipli che invece sono propri degli armonici. La differenza di fase tra le parziali che sommandosi formano uno specifico timbro, produce (al variare di ciacuna fase) onde di forma sempre diversa ma tutte aventi identico timbro.

## Ritmo, tempo e misure
Il ritmo è la disposizione dei suoni nel tempo. Il metro divide il tempo in intervalli regolari chiamati misure, o "battute". Una caratteristica di un brano musicale è il tempo, rappresentato da una frazione, come 4/4 o 12/8.
I tempi si suddividono in semplici, composti e misti. I tempi semplici hanno come unità di movimento una figurazione ordinaria, divisibile in primo luogo, per due. I tempi composti hanno come unità di movimento una figurazione puntata, divisibile in primo luogo, per 3. I tempi misti sono l'unione tra tempi diversi. Ad esempio il 7/8 può essere formato dal 4/8 e dal 3/8, molto utilizzato nel genere progressive il 5/4 può essere formato dal 3/4 e dal 2/4.
Esistono diversi tipi di ritmi, ad esempio: i sincopati sono ritmi in cui i tempi normalmente non accentati diventano accentati. Il concetto di ritmo è diverso per ogni cultura, nella musica occidentale i ritmi derivano dalla musica-poesia della civiltà greca. Suonare ritmi diversi simultaneamente con una tempistica diversa è chiamato poliritmia. Più esattamente la sincope è un suono che da un tempo debole prolunga il suo valore su un tempo forte, creando appunto una strana sensazione quasi di angoscia in chi sente. Il contrattempo è in essenza affine alla sincope: il suono dal tempo debole non si prolunga sul tempo forte, ma sul tempo forte della battuta o delle suddivisioni è presente una pausa. Moltissima della musica moderna è in contrattempo, comunque usato anche nell'accompagnamento operistico con modalità diverse, per esempio nella musica da camera, soprattutto per archi (quartetti).

## Melodia e armonia
La melodia è espressa con una successione di note ed è quindi caratterizzata da una sequenza di altezze (note) disposte ritmicamente. In un brano musicale, la melodia è la struttura musicale più identificabile. Le melodie spesso sono costruite su scale musicali. Il contrappunto è lo studio della combinazione e sovrapposizione di melodie normalmente indipendenti.
Si parla di armonia quando due o più suoni emessi simultaneamente suonano "bene" insieme, anche se una melodia senza accompagnamento può implicare un'armonia sottostante. Questa definizione, tuttora insegnata nei corsi base di armonia nei conservatori, non è condivisa da tutti. A essere discussa è la stessa definizione di gradevolezza o consonanza di due suoni emessi contemporaneamente: mentre alcuni, privilegiando l'aspetto culturale, lo ritengono un fatto soprattutto soggettivo, condizionato da molti fattori (estrazione sociale, esperienze o personalità), altri la ritengono una proprietà che consegue in gran parte dalla fisica del suono (acustica) e dalla fisiologia dell'apparato uditivo umano. Si parla comunque di rapporti tra intervalli consonanti e dissonanti, ove la discriminazione risale addirittura a principi pitagorici, tra rapporti perfetti (con scarto nullo o minimo dal loro rapporto), o dissonanti, con scarto imperfetto.
Le note della scala sono in questo rapporto di frequenza: partendo dalla tonica di qualunque tonalità, nel primo grado abbiamo i rapporti 9/8, 5/4, 4/3, 3/2, 5/3, 15/8, cioè nell'ordine primo, secondo, terzo, quarto, quinto, sesto e settimo grado della scala, per concludere all'ottavo grado dove le frequenze del primo grado sono raddoppiate; si prosegue o verso l'alto o verso il basso secondo questa serie di rapporti. I rapporti tra le note nei gradi delle scale si chiamano intervalli. Ci sono intervalli consonanti perfetti, quali l'intervallo di quarta e di quinta e di ottava (detti intervalli giusti), e intervalli consonanti imperfetti, come l'intervallo di terza e di sesta perché cambiano dal modo minore al modo maggiore dei toni; l'intervallo di seconda e l'intervallo di settima sono dissonanti. Armonicamente parlando, le note delle scale, di tutti i toni, costruite tutte secondo lo schema della scala di do maggiore e la minore per il rapporto tra toni e semitoni, si misurano nella distanza in scala tra l'una e l'altra, e il numero delle note che compongono questa distanza si chiama intervallo di seconda, terza, eccetera, così che do-re è un intervallo di seconda nella scala di do maggiore, do-mi un intervallo di terza e così via. Le melodie sono tutte successioni di intervalli nell'ambito del tono.
Nei testi specializzati si allude spesso alla melodia come "componente orizzontale" e all'armonia come "componente verticale" di un brano musicale facendo riferimento a una rappresentazione spaziale bidimensionale dei brani musicali, simile a quello realizzato comunemente sugli spartiti dove le note suonate contemporaneamente si trovano sulla stessa linea verticale, mentre le linee melodiche si sviluppano orizzontalmente sul foglio. Gli accordi si formano tutti per sovrapposizioni successive ascendenti di intervalli di terza maggiore o minore, oltre i casi in cui nell'accordo compaiono cromatismi ascendenti o discendenti, transitori comunque classicamente rispetto al tono. Gli accordi possono essere diretti o rivoltati. Diretti quando nel basso (l'ultima nota in basso sul pentagramma) dell'accordo c'è la nota che dà il nome dell'accordo, e rivoltati quando nel basso ci sono le altre note che compongono l'accordo. Ovviamente negli accordi rivoltati cambiano i rapporti degli intervalli. Ci sono due rivolti per gli accordi maggiori e minori e tre per gli accordi di settima e così via. Inoltre gli accordi possono essere alterati con cromatismi e presentare il fenomeno dell'enarmonia, in cui a suoni eguali diretti e rivoltati, possono corrispondere nomi diversi dell'accordo.

## Notazione musicale
La notazione musicale, o semiografia, è la rappresentazione grafica della musica. Le note ed i ritmi sono rappresentati da simboli sul pentagramma, i simboli principali sono la chiave (altezza delle note), il tempo (durata delle note), la dinamica (intensità delle note). Inoltre vengono usati altri simboli per indicare le ripetizioni (ritornelli), velocità, interpretazione, modalità esecutive, ecc.